# Nagahama
Nagahama (Japans: 長浜市, Nagahama-shi) is een havenstad aan het Biwameer in de prefectuur Shiga in Japan. De oppervlakte van de stad is 147,01 km² en midden 2009 had de stad circa 83.000 inwoners.

## Geschiedenis
Nagahama werd op 1 april 1943 erkend als stad (shi) na de samenvoeging van de gelijknamige gemeente met de dorpen Ibuki (伊吹村, Ibuki-mura), Minamigori (南郷里村, Minamigōri-mura), Kamiteru (神照村, Kamiteru-mura), Kanda (神田村, Kanda-mura), Kitagori (北郷里村, Kitagōri-mura), Nishikuroda (西黒田村, Nishikuroda-mura) en Rokushō (六荘村, Rokushō-mura), alle van het District Sakata (坂田郡, Sakata-gun).
Op 13 februari 2006 werd de gemeente Azai (浅井町, Azai-chō) van het District Higashizai (東浅井郡, Higashizai-gun) aan Nagahama toegevoegd.
Op 1 januari 2010 werden 6 gemeenten (Kohoku en Torahime uit het district Higashiazai en Kinomoto, Nishiazai, Takatsuki en Yogo uit het district Ika) aangehecht bij de stad Nagahama.Hiermee kwam een einde aan het bestaan van de districten Higashiazai en Ika.

## Bezienswaardigheden

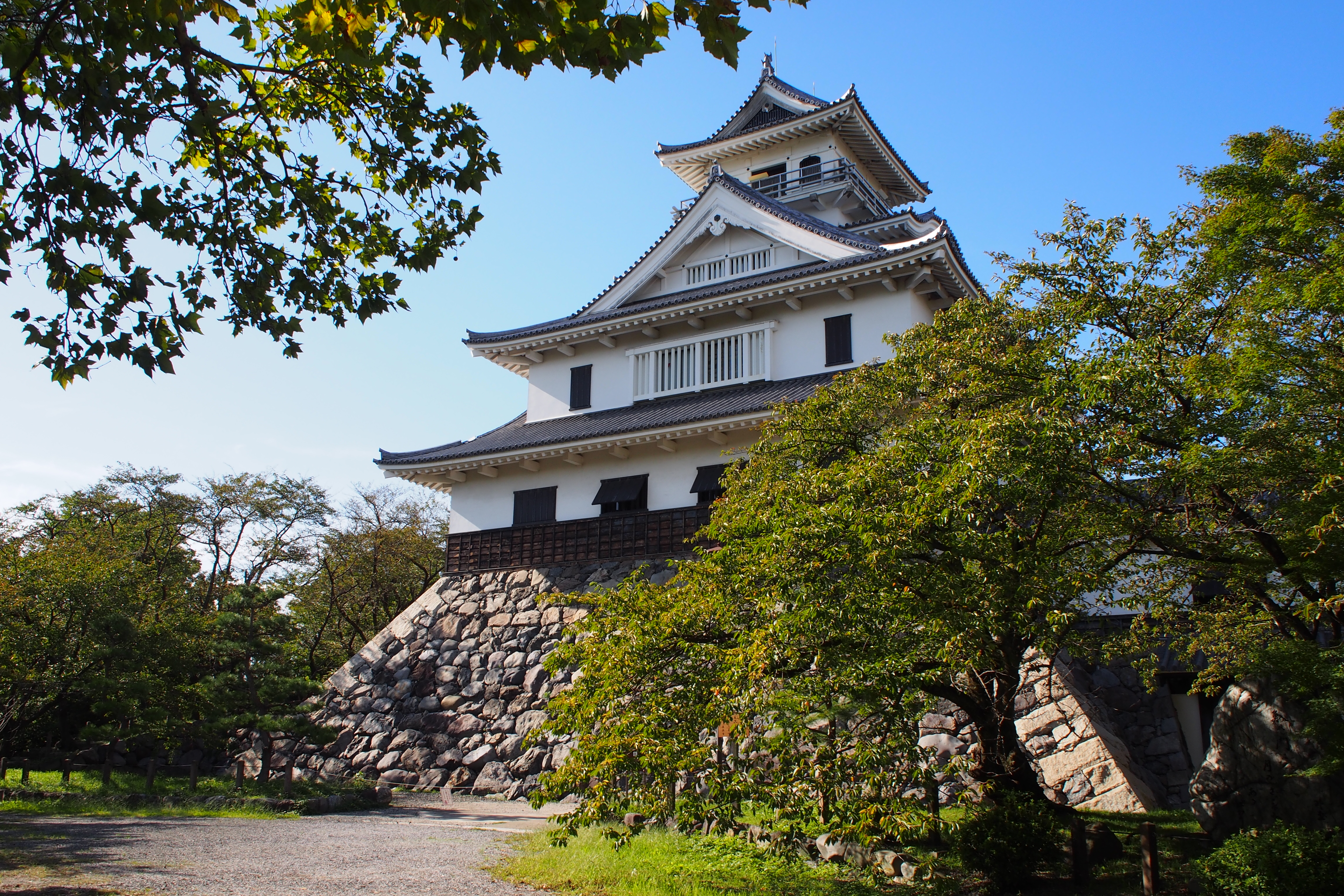
Burcht Nagahama

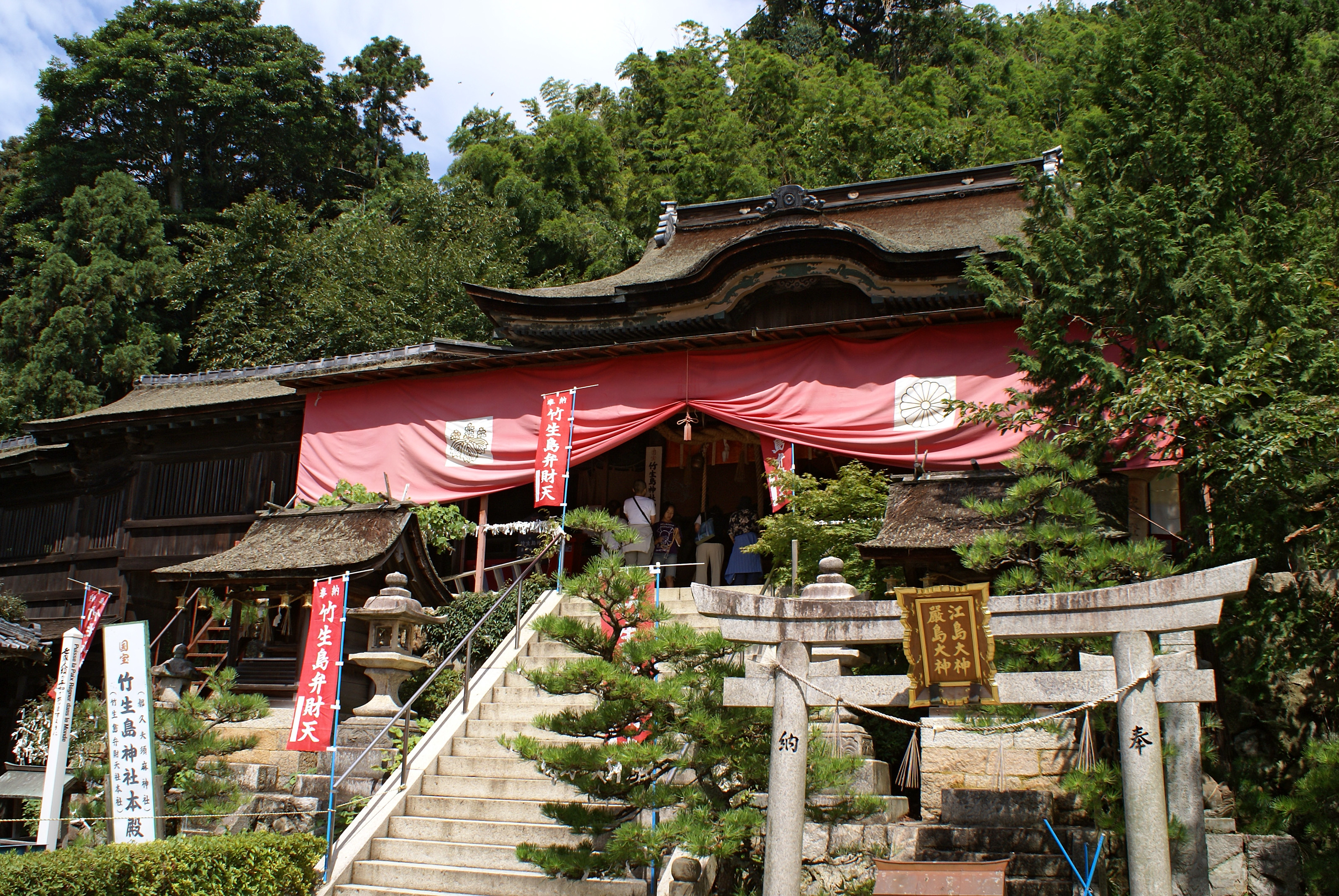
Tsukubusuma-jinja

- Ruïnes van de burcht Nagahama (長浜城)
- Keiunkan-tuin (慶雲館)
- Kunitomo (国友), een historisch dorp met een museum voor vuurwapens
- Narita-museum (成田美術館)
- Shintō en Boeddhistische tempels en heiligdommen:
  - Daitsū-tempel (大通寺, Daitsū-ji)
  - Hōgon-ji (宝厳寺, Hōgon-ji)
  - Hōkoku jinja (豊国神社, Hōkoku-jinja)
  - Nagahama Hachiman hal (長浜八幡宮, Nagahama Hachiman-gū)
  - Shana-in (舎那院, Shana-in)
  - Tsukubusuma jinja (都久夫須麻神社, Tsukubusuma-jinja)

## Verkeer
Nagahama ligt aan de Hokuriku-hoofdlijn van de West Japan Railway Company.
Nagahama ligt aan de Hokuriku-autosnelweg en aan de autowegen 8 en 365.

## Stedenbanden
Nagahama heeft een stedenband met
- Augsburg, Duitsland, sinds 4 november 1959
- Verona, Italië, sinds 30 juli 1992
- Wentworth (New South Wales), Australië, sinds 12 april 1994

## Aangrenzende steden
- Maibara

## Geboren in Nagahama
- Ishida Mitsunari (石田 三成, Ishida Mitsunari), samoerai uit de tweede helft van de 16e eeuw
- Katagiri Katsumoto (片桐且元, Katagiri Katsumoto), samoerai en daimyo eind zestiende/begin zeventiende eeuw
- Kobori Masakazu (小堀政一, Kobori Masakazu), bekender als Kobori Enshu (小堀遠州, Kobori Enshū), een aristocraat onder Tokugawa Ieyasu
- Kunitomo Ikkansai (国友一貫斎, Kunitomo Ikkansai), geweermaker uit het begin van de 19e eeuw en bouwer van de eerste spiegeltelescoop in Japan
- Kenichiro Ueno (上野 賢一郎, Ueno Kenichirō), politicus van de LDP